# Rex Gildo – Der letzte Tanz
Rex Gildo – Der letzte Tanz ist ein semi-dokumentarisches Filmdrama aus dem Jahr 2022 von Rosa von Praunheim, das auf der Biografie des Schlagersängers Rex Gildo beruht.

## Handlung
In einem Mix aus Spielszenen, Zeitzeugeninterviews und Archivaufnahmen folgt die Handlung dem Leben des Schlagersängers und Schauspielers Rex Gildo, einem der großen Stars der deutschen Unterhaltungsbranche in den 1950er und 1960er Jahren. Gildo feierte etliche Erfolge mit seinen Liedern und Musikfilmen, sein Gesicht zierte unzählige Zeitschriften-Cover. Sein bekanntester Song ist Fiesta Mexicana aus dem Jahr 1972, der ihn ein Leben lang verfolgen sollte. Rosa von Praunheim erzählt ein Leben im gesellschaftlichen Kontext der Schwulenunterdrückung, vom normativen Druck der Schlagerbranche, die mit ihren Liedern und Filmen damals eine erzkonservative „heile Welt“ inszenierte, die gleichzeitig zum Maßstab ihrer Interpreten wurde. Gildo zerbrach an einem Leben voller falscher Vorgaben, um seine Homosexualität und nach besten Möglichkeiten auch sein voranschreitendes Alter zu verstecken. Nach dem Tod seines heimlichen Geliebten, künstlerischen Ziehvaters und Managers Fred Miekley geriet der einst so disziplinierte und erfolgreiche Gildo aus der Bahn und wurde in den Medien immer mehr zu einer Karikatur seiner selbst. Ein Sturz aus dem Fenster seiner Wohnung beendete schließlich sein Leben an einem Tiefpunkt seiner Karriere. Ob es sich dabei um einen tragischen Unfall oder einen Suizid handelte, konnte allerdings nie abschließend geklärt werden.

## Notizen
Der TV- und Kinofilm hatte seine Uraufführung 2022 beim Filmfest München und wurde im selben Jahr unter anderem in der Kinemathek von Tel Aviv gezeigt und beim OUTshine Film Festival in Fort Lauderdale mit einem Publikumspreis ausgezeichnet. Im Fernsehen wurde der Film erstmals am 16. Februar 2023 im Ersten ausgestrahlt. Zudem war er ein Jahr lang in der ARD Mediathek abrufbar.
Im Jahr 2024 folgte von Praunheims Stück Rex Gildo - Das Musical unter der Regie von Heiner Bomhard am Theater Münster.

## Rezeption
Moviepilot kündigte Rex Gildo – Der letzte Tanz als einen der besten dokumentarischen Filme des Jahres 2022 an. Der Filmjournalist Stefan Aigner meinte, Rex Gildo – Der letzte Tanz sei einer der spannendsten Dokuhybride des Jahres – eine brillante und mitfühlende Dokufiction über den heimlich schwulen Schlagerbarden. Queer.de schrieb: „Eine rundum gelungene Dokufiction über den heimlich homosexuellen Schlagersänger […]. Ein Film, der ab der ersten Szene Rosa von Praunheims Handschrift trägt – und gerade deshalb so gut funktioniert […]. In den Spielszenen brillieren Newcomer Kilian Berger als junger Rex Gildo, Kai Schumann in der Rolle als älterer Rex und Ben Becker als Fred Miekley.“ „Ben Becker spielt die Ambivalenz dieses alternden Mannes zwischen Selbstbewusstsein, Angst, Genuss und Leidenschaft zum Niederknien gut“, meinte der Filmdienst. Der Filmkritiker Knut Elstermann kommentierte für Radio Eins: „Brillant inszenierte Spielfilmszenen […]. Schlichtweg ergreifend.“ „Ergänzt durch Archivaufnahmen, entsteht so ein sehr reizvolles, vielschichtiges Kaleidoskop“, schrieb der Journalist Peter Zander in der Berliner Morgenpost. Kino-Zeit befand: „Rosa von Praunheim über Rex Gildo: eine spannende Paarung, ein famoser Film.“ Im Männer-Magazin hieß es: „Rosa von Praunheim versteht es meisterlich, die Tragik im Leben von Rex Gildo auszuarbeiten. Ohne Häme, ohne Gossip, mit Distanz, aber mitfühlend auch als Kommentator.“ Das Esquire-Magazin resümierte: „Rex Gildo – Der letzte Tanz fusioniert Unterhaltung und Aufklärungsarbeit, überzeugt mit Witz genauso wie mit Tragik, mit starken Bildern und einem tiefen Einblick in die Person Ludwig Franz Hirtreiter [Rex Gildo], die dank der O-Töne von Kolleg*innen und Freund*innen nicht nur zusätzliche Relevanz, sondern auch Richtigkeit bekommt […] Das sollte man sich nicht entgehen lassen.“ Josef Grübl rezensierte den Film in der Süddeutschen Zeitung : „Rex Gildo – Der letzte Tanz ist ein Dokudrama über ein deutsches Schlagerleben. Es geht um die Verlogenheit einer Branche, die der bundesrepublikanischen Gesellschaft genau das vorspielte, was sie von ihr erwartete. Ihre Stars lebten in einer heilen Welt, waren freundlich und lächelten immer, durften nicht altern oder andersartig sein.“ Für die Kritikerin Claudia Schulmerich liegt der Wert des Films vor allem im Lebendigwerden der Zeit von Rex Gildo und bezeichnete von Praunheims Werk als eine „kulturgeschichtliche Tat.“ Rex Gildo – Der letzte Tanz sei in der Gesamtschau ein künstlerischer Dokumentarfilm mit gesellschaftlicher Relevanz, so das Netzwerk für Film- und Medienkompetenz.

## Auszeichnungen
- 2022: Kilian Berger wurde für seine schauspielerische Leistung für den Förderpreis Neues Deutsches Kino beim Filmfest München nominiert[23]
- 2022: Publikumspreis beim OUTshine Film Festival in Fort Lauderdale[24]